# Grégoire Kamanga
Grégoire Kamanga (20 de outubro de 1927 -?) foi um político congolês que serviu duas vezes como Ministro da Saúde Pública da República do Congo. Ele também fundou a Coligação Kasaïenne e serviu como Presidente Provincial de Unite-Kasaïenne.

## Biografia
Grégoire Kamanga nasceu em 20 de outubro de 1927 numa família de Bakete. Ele realizou seis anos de cursos de assistência médica na Universidade de Quinxassa. Apesar de ter um bom desempenho como estudante, ele não procurou um diploma universitário para se tornar um médico, para a decepção dos seus professores. Ele na altura era casado. Em 1959, em Luluabourg, Kamanga fundou a Coligação de Kasaïenne (COAKA) para unificar várias tribos menores da província de Kasaï - incluindo o Babindji, Basala Mpasu e Bena Mputa - contra a ameaça política representada pelos dominantes Lulua e luba. Nas primeiras eleições do Congo no ano seguinte, ele ganhou uma cadeira na Câmara dos Deputados com o apoio da COAKA, com 20.050 votos preferenciais, representando o eleitorado Lulua. Nas discussões pré-independência do Parlamento, ele sugeriu que o país fosse chamado de "República do Zaire". Ele serviu como Ministro da Saúde Pública no governo de Patrice Lumumba até ser demitido por ordem presidencial em 12 de setembro.
Kamanga foi preso pelo governo central em 14 de fevereiro de 1961. Dois dias depois, ele foi levado de avião para Bakwanga ao lado de outros seis partidários de Lumumba. Todos foram julgados por um tribunal de chefes costumeiros por cometer "crimes contra o povo luba". No dia seguinte, Kamanga foi condenado a cinco anos de prisão, mas foi colocado em liberdade em meados de março. Após o seu retorno à capital, em abril, ele criou e tornou-se chefe do estado autónomo de Unite-Kasaïenne. Ele participou da Conferência de Coquilhatville em maio, que resultou no reconhecimento do território interno pelo governo congolês. Após intensa negociação entre várias facções políticas, um novo governo central congolês foi formado em 2 de agosto sob Cyrille Adoula, e Kamanga reassumiu sua posição como Ministro da Saúde Pública. Em julho de 1962, Adoula re-organizou o seu governo e Kamanga foi demitido do seu posto. Unite-Kasaïenne foi estatutariamente reconhecida como uma província em agosto e Kamanga serviu como seu presidente até julho de 1963. Durante o seu mandato ele frequentemente desconsiderou as opiniões expressas da assembleia provincial e participou no tráfico de diamantes.